# Mistrzostwa Świata U-23 w Piłce Siatkowej Mężczyzn 2015
Mistrzostwa Świata U-23 w Piłce Siatkowej Mężczyzn 2015 odbyły się w Dubaju od 24 do 31 sierpnia. Była to druga edycja tych rozgrywek.

## Formuła
Dwanaście zespołów zostało podzielonych na dwie grupy. Dwa najlepsze zespoły z każdej grupy awansują do półfinałów. Trzecie i czwarte zespoły zagrają o miejsca 5-8.

## Kwalifikacje
| Metoda kwalifikacji                       | Data                   | Miejsce        | Liczba miejsc | Zakwalifikowani              | Występ |
| ----------------------------------------- | ---------------------- | -------------- | ------------- | ---------------------------- | ------ |
| Gospodarz                                 | 11 listopada 2014      | Lozanna        | 1             | Zjednoczone Emiraty Arabskie | 1      |
| Ranking europejski U-20                   | 18 września 2014       | Luksemburg     | 2             | Rosja                        | 2      |
| Ranking europejski U-20                   | 18 września 2014       | Luksemburg     | 2             | Włochy                       | 1      |
| Puchar Panamerykański U-23 2014           | 5–10 października 2014 | Hawana         | 2             | Kuba                         | 1      |
| Puchar Panamerykański U-23 2014           | 5–10 października 2014 | Hawana         | 2             | Meksyk                       | 2      |
| Mistrzostwa Ameryki Południowej U-23 2014 | 8–12 października 2014 | Saquarema      | 2             | Brazylia                     | 2      |
| Mistrzostwa Ameryki Południowej U-23 2014 | 8–12 października 2014 | Saquarema      | 2             | Argentyna                    | 2      |
| Mistrzostwa Afryki U-23 2014              | 7–12 listopada 2014    | Szarm el-Szejk | 2             | Tunezja                      | 2      |
| Mistrzostwa Afryki U-23 2014              | 7–12 listopada 2014    | Szarm el-Szejk | 2             | Egipt                        | 2      |
| Mistrzostwa Azji U-23 2015                | 12–20 maja 2015        | Naypyidaw      | 2             | Iran                         | 2      |
| Mistrzostwa Azji U-23 2015                | 12–20 maja 2015        | Naypyidaw      | 2             | Korea Południowa             | 1      |
| Ranking FIVB                              | 1 stycznia 2015        | Lozanna        | 1             | Turcja                       | 1      |
| Razem                                     | Razem                  | Razem          | 12            |                              |        |

## Grupy
| Grupa A                      | Grupa B |
| ---------------------------- | ------- |
| Zjednoczone Emiraty Arabskie | Rosja   |
| Brazylia                     | Iran    |
| Włochy                       | Turcja  |
| Argentyna                    | Kuba    |
| Korea Południowa             | Meksyk  |
| Egipt                        | Tunezja |

## Rozgrywki

### Grupa A
Tabela
| Lp. | Drużyna                      | Mecze | Mecze   | Mecze   | Pkt | Sety | Sety | Sety  | Małe punkty | Małe punkty | Małe punkty |
| Lp. | Drużyna                      | M     | W (3:2) | P (2:3) | Pkt | wyg. | prz. | ratio | zdob.       | str.        | ratio       |
| --- | ---------------------------- | ----- | ------- | ------- | --- | ---- | ---- | ----- | ----------- | ----------- | ----------- |
| 1   | Kuba                         | 5     | 5 (1)   | 0 (0)   | 14  | 15   | 3    | 5.000 | 443         | 397         | 1.116       |
| 2   | Włochy                       | 5     | 4 (0)   | 1 (1)   | 13  | 14   | 6    | 2.333 | 477         | 410         | 1.163       |
| 3   | Iran                         | 5     | 3 (1)   | 2 (0)   | 8   | 11   | 9    | 1.222 | 475         | 417         | 1.139       |
| 4   | Korea Południowa             | 5     | 2 (0)   | 3 (0)   | 6   | 8    | 10   | 0.800 | 405         | 412         | 0.983       |
| 5   | Egipt                        | 5     | 1 (0)   | 4 (1)   | 4   | 7    | 13   | 0.538 | 401         | 449         | 0.893       |
| 6   | Zjednoczone Emiraty Arabskie | 5     | 0 (0)   | 5 (0)   | 0   | 1    | 15   | 0.067 | 284         | 400         | 0.710       |

Źródło: fivb.org
Punktacja: 3:0 i 3:1 – 3 pkt; 3:2 – 2 pkt; 2:3 – 1 pkt; 1:3 i 0:3 – 0 pkt
Zasady ustalania kolejności: 1. liczba zwycięstw; 2. liczba punktów; 3. stosunek setów; 4. stosunek małych punktów; 5. bilans w bezpośrednich meczach
     awans do półfinału
     mecze o miejsca 5-8.
Wyniki
| Data  | Godz. | Drużyna 1                    | Wynik | Drużyna 2        | 1     | 2     | 3     | 4     | 5    | Widzów | *  |
| ----- | ----- | ---------------------------- | ----- | ---------------- | ----- | ----- | ----- | ----- | ---- | ------ | -- |
| 24.08 | 14:00 | Włochy                       | 3:1   | Egipt            | 22:25 | 25:14 | 25:16 | 25:19 |      | 150    | 2  |
| 24.08 | 16:30 | Kuba                         | 3:0   | Korea Południowa | 25:21 | 25:21 | 25:22 |       |      | 230    | 4  |
| 24.08 | 20:50 | Zjednoczone Emiraty Arabskie | 0:3   | Iran             | 16:25 | 16:25 | 20:25 |       |      | 600    | 6  |
|       |       |                              |       |                  |       |       |       |       |      |        |    |
| 25.08 | 14:00 | Kuba                         | 3:0   | Egipt            | 25:20 | 25:19 | 25:17 |       |      | 160    | 7  |
| 25.08 | 16:30 | Iran                         | 3:1   | Korea Południowa | 22:25 | 25:22 | 25:17 | 25:22 |      | 280    | 9  |
| 25.08 | 19:15 | Zjednoczone Emiraty Arabskie | 0:3   | Włochy           | 20:25 | 13:25 | 12:25 |       |      | 100    | 11 |
|       |       |                              |       |                  |       |       |       |       |      |        |    |
| 26.08 | 14:00 | Iran                         | 1:3   | Kuba             | 31:33 | 23:25 | 25:15 | 24:26 |      | 300    | 13 |
| 26.08 | 17:00 | Włochy                       | 3:1   | Korea Południowa | 25:15 | 29:31 | 25:22 | 25:18 |      | 100    | 15 |
| 26.08 | 19:45 | Zjednoczone Emiraty Arabskie | 1:3   | Egipt            | 14:25 | 21:25 | 25:22 | 12:25 |      | 250    | 17 |
|       |       |                              |       |                  |       |       |       |       |      |        |    |
| 28.08 | 14:00 | Włochy                       | 3:1   | Iran             | 25:23 | 15:25 | 25:17 |       |      | 450    | 19 |
| 28.08 | 16:30 | Zjednoczone Emiraty Arabskie | 0:3   | Kuba             | 22:25 | 26:28 | 16:25 |       |      | 350    | 21 |
| 28.08 | 19:00 | Korea Południowa             | 3:1   | Egipt            | 25:20 | 25:18 | 19:25 | 25:22 |      | 100    | 23 |
|       |       |                              |       |                  |       |       |       |       |      |        |    |
| 29.08 | 14:00 | Włochy                       | 2:3   | Kuba             | 27:25 | 25:23 | 24:26 | 25:27 | 9:15 | 300    | 25 |
| 29.08 | 16:30 | Iran                         | 3:2   | Egipt            | 25:17 | 22:25 | 25:12 | 24:26 | 15:9 | 350    | 27 |
| 29.08 | 19:58 | Zjednoczone Emiraty Arabskie | 0:3   | Korea Południowa | 17:25 | 18:25 | 16:25 |       |      | 320    | 29 |

### Grupa B
Tabela
| Lp. | Drużyna   | Mecze | Mecze   | Mecze   | Pkt | Sety | Sety | Sety  | Małe punkty | Małe punkty | Małe punkty |
| Lp. | Drużyna   | M     | W (3:2) | P (2:3) | Pkt | wyg. | prz. | ratio | zdob.       | str.        | ratio       |
| --- | --------- | ----- | ------- | ------- | --- | ---- | ---- | ----- | ----------- | ----------- | ----------- |
| 1   | Rosja     | 5     | 5 (2)   | 0 (0)   | 13  | 15   | 6    | 2.500 | 484         | 415         | 1.166       |
| 2   | Turcja    | 5     | 3 (0)   | 2 (1)   | 10  | 12   | 7    | 1.714 | 429         | 406         | 1.057       |
| 3   | Brazylia  | 5     | 3 (0)   | 2 (1)   | 10  | 12   | 8    | 1.500 | 462         | 427         | 1.082       |
| 4   | Argentyna | 5     | 3 (2)   | 2 (1)   | 8   | 12   | 10   | 1.200 | 483         | 464         | 1.041       |
| 5   | Tunezja   | 5     | 1 (0)   | 4 (1)   | 4   | 7    | 12   | 0.583 | 399         | 439         | 0.909       |
| 6   | Meksyk    | 5     | 0 (0)   | 5 (0)   | 0   | 0    | 15   | 0.000 | 273         | 379         | 0.720       |

Źródło: fivb.org
Punktacja: 3:0 i 3:1 – 3 pkt; 3:2 – 2 pkt; 2:3 – 1 pkt; 1:3 i 0:3 – 0 pkt
Zasady ustalania kolejności: 1. liczba zwycięstw; 2. liczba punktów; 3. stosunek setów; 4. stosunek małych punktów; 5. bilans w bezpośrednich meczach
     awans do półfinału
     mecze o miejsca 5-8.
Wyniki
| Data  | Godz. | Drużyna 1 | Wynik | Drużyna 2 | 1     | 2     | 3     | 4     | 5     | Widzów | *  |
| ----- | ----- | --------- | ----- | --------- | ----- | ----- | ----- | ----- | ----- | ------ | -- |
| 24.08 | 12:00 | Rosja     | 3:1   | Tunezja   | 25:15 | 22:25 | 25:18 | 25:22 |       | 500    | 1  |
| 24.08 | 14:30 | Argentyna | 1:3   | Turcja    | 19:25 | 21:25 | 25:22 | 19:25 |       | 80     | 3  |
| 24.08 | 17:00 | Brazylia  | 3:0   | Meksyk    | 25:14 | 25:15 | 25:16 |       |       | 120    | 5  |
|       |       |           |       |           |       |       |       |       |       |        |    |
| 25.08 | 14:00 | Turcja    | 3:0   | Tunezja   | 25:20 | 25:22 | 25:14 |       |       | 100    | 8  |
| 25.08 | 16:30 | Argentyna | 3:0   | Meksyk    | 25:17 | 25:19 | 25:14 |       |       | 100    | 10 |
| 25.08 | 19:00 | Rosja     | 3:1   | Brazylia  | 26:24 | 17:25 | 25:16 |       |       | 250    | 12 |
|       |       |           |       |           |       |       |       |       |       |        |    |
| 26.08 | 14:00 | Turcja    | 3:0   | Meksyk    | 25:22 | 28:26 | 25:12 |       |       | 75     | 14 |
| 26.08 | 16:30 | Rosja     | 3:2   | Argentyna | 23:25 | 25:21 | 22:25 | 25:22 | 15:9  | 100    | 16 |
| 26.08 | 19:21 | Brazylia  | 3:1   | Tunezja   | 25:21 | 22:25 | 25:21 | 25:20 |       | 150    | 18 |
|       |       |           |       |           |       |       |       |       |       |        |    |
| 28.08 | 14:00 | Meksyk    | 0:3   | Tunezja   | 22:25 | 21:25 | 24:26 |       |       | 200    | 20 |
| 28.08 | 16:30 | Rosja     | 3:2   | Turcja    | 21:25 | 25:15 | 25:23 | 23:25 | 15:8  | 300    | 22 |
| 28.08 | 19:35 | Brazylia  | 2:3   | Argentyna | 18:25 | 18:25 | 33:31 | 25:23 | 13:15 | 350    | 24 |
|       |       |           |       |           |       |       |       |       |       |        |    |
| 29.08 | 14:00 | Rosja     | 3:0   | Meksyk    | 25:22 | 25:12 | 25:17 |       |       | 75     | 26 |
| 29.08 | 16:30 | Brazylia  | 3:1   | Turcja    | 22:25 | 25:18 | 25:19 | 25:21 |       | 180    | 28 |
| 29.08 | 19:10 | Argentyna | 3:2   | Tunezja   | 25:21 | 21:25 | 25:23 | 17:25 | 15:6  | 150    | 30 |

## Runda finałowa

### O miejsca 5-8
| Data  | Godz. | Drużyna 1 | Wynik | Drużyna 2        | 1     | 2     | 3     | 4     | 5 | Widzów | *  |
| ----- | ----- | --------- | ----- | ---------------- | ----- | ----- | ----- | ----- | - | ------ | -- |
| 30.08 | 12:00 | Iran      | 1:3   | Argentyna        | 17:25 | 25:16 | 23:25 | 21:25 |   | 100    | 31 |
| 30.08 | 14:30 | Brazylia  | 3:0   | Korea Południowa | 25:20 | 25:15 | 25:22 |       |   | 100    | 32 |

### O 7 miejsce
| Data  | Godz. | Drużyna 1 | Wynik | Drużyna 2        | 1     | 2     | 3     | 4     | 5 | Widzów | *  |
| ----- | ----- | --------- | ----- | ---------------- | ----- | ----- | ----- | ----- | - | ------ | -- |
| 31.08 | 12:00 | Iran      | 3:1   | Korea Południowa | 25:23 | 25:20 | 17:25 | 25:15 |   | 100    | 35 |

### O 5 miejsce
| Data  | Godz. | Drużyna 1 | Wynik | Drużyna 2 | 1     | 2     | 3     | 4     | 5 | Widzów | *  |
| ----- | ----- | --------- | ----- | --------- | ----- | ----- | ----- | ----- | - | ------ | -- |
| 31.08 | 14:30 | Argentyna | 1:3   | Brazylia  | 19:25 | 18:25 | 32:30 | 22:25 |   | 140    | 36 |

### Półfinały
| Data  | Godz. | Drużyna 1 | Wynik | Drużyna 2 | 1     | 2     | 3     | 4 | 5 | Widzów | *  |
| ----- | ----- | --------- | ----- | --------- | ----- | ----- | ----- | - | - | ------ | -- |
| 30.08 | 16:30 | Kuba      | 0:3   | Turcja    | 19:25 | 18:25 | 25:27 |   |   | 200    | 33 |
| 30.08 | 19:00 | Rosja     | 3:0   | Włochy    | 25:20 | 25:18 | 27:25 |   |   | 700    | 34 |

### O 3 miejsce
| Data  | Godz. | Drużyna 1 | Wynik | Drużyna 2 | 1     | 2     | 3     | 4     | 5 | Widzów | *  |
| ----- | ----- | --------- | ----- | --------- | ----- | ----- | ----- | ----- | - | ------ | -- |
| 31.08 | 17:10 | Kuba      | 1:3   | Włochy    | 22:25 | 25:18 | 23:25 | 21:25 |   | 1000   | 37 |

### Finał
| Data  | Godz. | Drużyna 1 | Wynik | Drużyna 2 | 1     | 2     | 3     | 4     | 5 | Widzów | *  |
| ----- | ----- | --------- | ----- | --------- | ----- | ----- | ----- | ----- | - | ------ | -- |
| 31.08 | 19:50 | Turcja    | 1:3   | Rosja     | 24:26 | 25:16 | 18:25 | 24:26 |   | 2300   | 38 |

## Klasyfikacja końcowa
| Miejsce | Zespół                       |
| ------- | ---------------------------- |
| 1       | Rosja                        |
| 2       | Turcja                       |
| 3       | Włochy                       |
| 4       | Kuba                         |
| 5       | Brazylia                     |
| 6       | Argentyna                    |
| 7       | Iran                         |
| 8       | Korea Południowa             |
| 9       | Egipt                        |
| 9       | Tunezja                      |
| 11      | Meksyk                       |
| 11      | Zjednoczone Emiraty Arabskie |

## Nagrody indywidualne
|  | - MVP Jegor Kluka - Najlepszy rozgrywający Murat Yenipazar - Najlepsi przyjmujący Jegor Kluka Gökhan Gökgöz | - Najlepsi blokujący Iwan Diemakow Faik Samet Güneş - Najlepszy atakujący Metin Toy - Najlepszy libero Yonder Roman Garcia Alvarez |